# آزاده مقصودی
آزاده مقصودی، (به انگلیسی: Azadeh Maghsoodi) زاده ۱۹۹۰ در لوبک، آلمان، نوازنده ویولن ایرانی‌تبار آلمانی است.

## زندگی‌نامه
مادر آزاده، شهره کتابی خیلی زود به استعداد دخترش پی‌برده و به تشویق او پرداخت. آزاده از شش سالگی به نواختن ویولن پرداخت. در دوازده سالگی در امتحان ورودی دانشکده موسیقی لوبک قبول شد. او اکنون زیر نظر خانم ماریا اگلهف تعلیم می‌بیند. آزاده پنج سال پشت سرهم در مسابقات موسیقی نوازان جوان Jugend musiziert شرکت کرد و دو بار برنده جایزه اول مسابقات سرتاسری آلمان شد و مقام اول جایزه ملکه سوفی شارلوت برای نوازندگان زیر ۱۸ سال در سال ۲۰۰۶ را کسب کرد.
آزاده تا به‌حال در چند کشور اروپائی و آسیایی کنسرت برگزار کرده است. او همراه با نایجل کندی نیز کنسرت‌هایی برگزار کرده است.
آشنائی او با نایجل در هامبورگ اتفاق افتاد. او که برای شنیدن کنسرت نایجل به هامبورگ رفته بود، بین دو اجرا به پشت صحنه رفت و با ویولنی که همراه داشت برای نایجل قطعه‌ای را اجرا کرد. نایجل به‌قدری نوازندگی او را پسندید که از او دعوت کرد که در کنسرت بعدی در شهر لوبک باهم کنسرتوی باخ برای دو ویولن را اجرا کنند.